# Gove
Gôve es una freguesia portuguesa del concelho de Baião, con 12,27 km² de superficie y 2.030 habitantes (2001). Su densidad de población es de 165,4 hab/km².